# Erysiphe vanbruntiana
Erysiphe vanbruntiana är en svampart. Erysiphe vanbruntiana ingår i släktet Erysiphe och familjen Erysiphaceae.

## Underarter
Arten delas in i följande underarter:
- vanbruntiana
- sambuci-racemosae